# آن مارلو
آن مارلو (بالإنجليزية: Ann Marlowe)‏ هي صحفية أمريكية، ولدت في 1958.